# 杨升南
杨升南（1938年2月26日—2019年5月4日），中国历史学家、考古学家和古文字学家，专业领域为甲骨文和中国先秦历史。曾担任夏商周断代工程文献组课题组长。

## 生平
杨升南于1938年2月26日出生于四川省平昌县佛楼乡三官寨村。1959年，他进入四川大学历史系学习。
1964年毕业后，他被分配到中国科学院历史研究所（现中国社会科学院）的先秦组（现先秦史研究室）工作。1985年升为副研究员，1993年升为研究员。他还担任安阳师范大学的兼职教授。
2015年，他向成都金沙遗址博物馆捐赠了7000多册藏书和手稿。
2019年5月4日，杨升南在北京逝世，享年81岁。